# Теракти в Ес-Сувейді
Теракти в Ес-Сувейді — серія вибухів смертників і збройних нападів, що відбувались на території та в околицях сирійського міста Ес-Сувейда 25 липня 2018 року. За приблизною оцінкою, в терактах загинуло 255 людей і було поранено понад 200. Організацію та виконання терористичних атак здійснила Ісламська держава Іраку та Леванту (ІДІЛ).

## Хід подій
Перші напади було здійснено на оборонні позиції міст. Опісля вичерпання запасів боєприпасів терористи детонували свої пояси шахідів. Сирійське арабське інформаційне агентство повідомило про два окремі напади смертників у Сувейді, ліквідацію ще двох нападників перед тим, як ті встигли підірватись, і про затримання ще одного. Групи бойовиків також здійснили скоординовані напади в нохії Ель-Мушаннаф, здобувши тимчасовий контроль над декількома населеними пунктами, та захопивши заручників. Одночасного нападу зазнали 7 населених пунктів. Кожне поселення атакувало близько 50 терористів. Повідомляється про випадок, коли терористи постукали у двері оселі, прикидаючись гостями. Тому, хто відчинив двері, шрикнули ножем у серце, відтак терористи вбили усіх окрім хлопчика та дівчинки, аби ті побачили, як брутально вбивають їхніх батьків, братів і сестер, а згодом могли розповідати про це, вселяючи страх в інших людей. Терористи вбивали цивільних осіб за відсутності в поселеннях армії, державних силових структур і навіть особистого озброєння в жителів. Населення мало на озброєнні малокаліберну зброю, однак за день до нападів всю зброю було конфісковано структурами державного режиму. У ніч терористичних нападів у поселеннях було відсутнє електропостачання. Армію та сили цивільної оборони, що раніше обіймали позиції в місті, за декілька днів до нападів було дислоковано. Повідомляється, що сили ІДІЛ не були присутні в місті, однак унаслідок укладеного перемир'я їх бело перевезено в гірську місцевість Ес-Сувейди. Наступного дня після нападів держава силовим шляхом відновила контроль над населеними пунктами із залученням військово-повітряних сил Сирії.
Самопідривання на території овочевого ринку стало причиною щонайменше 38 жертв.

## Жертви
Спершу, очільник Сувейдського відділу охорони здоров'я повідомив про-державній Шам ФМ про 96 загиблих і 176 поранених у загальному підрахунку. Згодом, чиновник повідомив про більшу кількість жертв, розповівши про 215 загиблих і 180 поранених у ході нападів. Сирійський центр моніторингу за дотриманням прав людини (організація зі штаб-квартирою у Великій Британії) повідомив про 255 смертей, з яких 142 цивільні особи, 113 силовиків, а також про 63 загиблих бойовиків ІДІЛ. Понад 200 осіб одержали поранення.

## Наслідки
Губернатор Ес-Сувейди Амер аль-Еші повідомив, що правопорядок у місті було відновлено вже до вечора. Державний телеканал Іхбарія ТБ повідомив що військово-повітряні сили Сирії здійснили серію бомбардувань захоплених організацією ІДІЛ поселень аль-Матуна, Дума та Тіма.

## Міжнародна реакція
Саад ель Ґамал, голова комітету арабських співвідносин єгипетського парламенту, засудив терористичні атаки, водночас висловивши думку, що міжнародне втручання у внутрішні справи Сирії «служить ширмою для терористів».